# Faulty Superheroes
Faulty Superheroes è il 21° album in studio long playing di Robert Pollard, membro fondatore dei Guided by Voices; venne pubblicato nel 2015 negli Stati Uniti d'America sia in vinile che in CD dalla Guided By Voices Inc. e, nel Regno Unito, dalla Fire Records.

## Tracce
Lato A
1. What a Man
2. Cafe of Elimination
3. Faulty Superheroes
4. Faster the Great
5. The Real Wilderness
6. Photo-Enforced Human Highway

Lato B
1. Take Me to Yolita
2. Up Up and Up
3. You Only Need One
4. Bizarro's Last Quest
5. Mozart's Throne
6. Parakeet Vista

## Musicisti
- Todd Tobias: basso, chitarra, tastiere
- Robert Pollard: voce, chitarra
- Steve Hopkins: basso in "What a Man"
- Kevin March: batteria